# Il giudice d'assalto
Il giudice d'assalto (Le Juge Fayard dit « le Shériff ») è un film francese del 1977 diretto da Yves Boisset.
Il film è ispirato all'omicidio del giudice francese François Renaud, assassinato a Lione il 3 luglio 1975.